# Exochus dondus
Exochus dondus là một loài tò vò trong họ Ichneumonidae.